# Rodrigo Íñigo
Rodrigo Íñigo del Hoyo (Città del Messico, 29 agosto 1985) è un allenatore di calcio ed ex calciatore messicano, di ruolo difensore.